# اپیسولفید

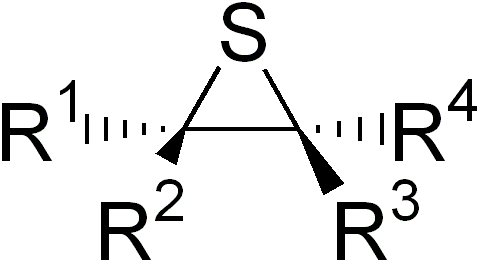
ساختار کلی اپیسولفیدها

اپیسولفیدها(به انگلیسی: Episulfide) دسته‌ای از ترکیبات آلی حلقوی اشباع هستند که دارای حلقه‌ای سه عضوی شامل دو اتم کربن و یک اتم گوگرد می‌باشند. این ترکیبات در واقع ترکیبات نظیر (آنالوگ) اپوکسیدها و  آزیریدین‌ها هستند که در آن به جای اتم اکسیژن یا نیتروژن، اتم گوگرد نشسته است.